# Olof Leffler

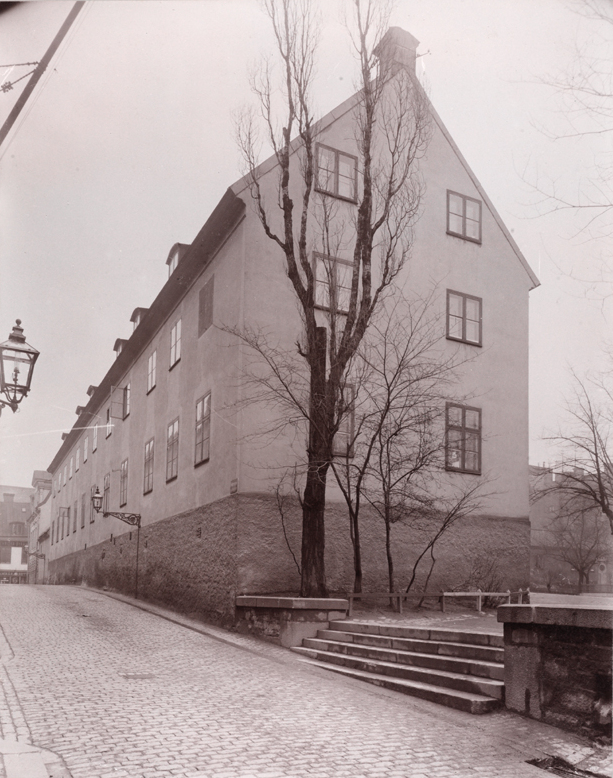
Klara skola där Olof Leffler verkade som lärare

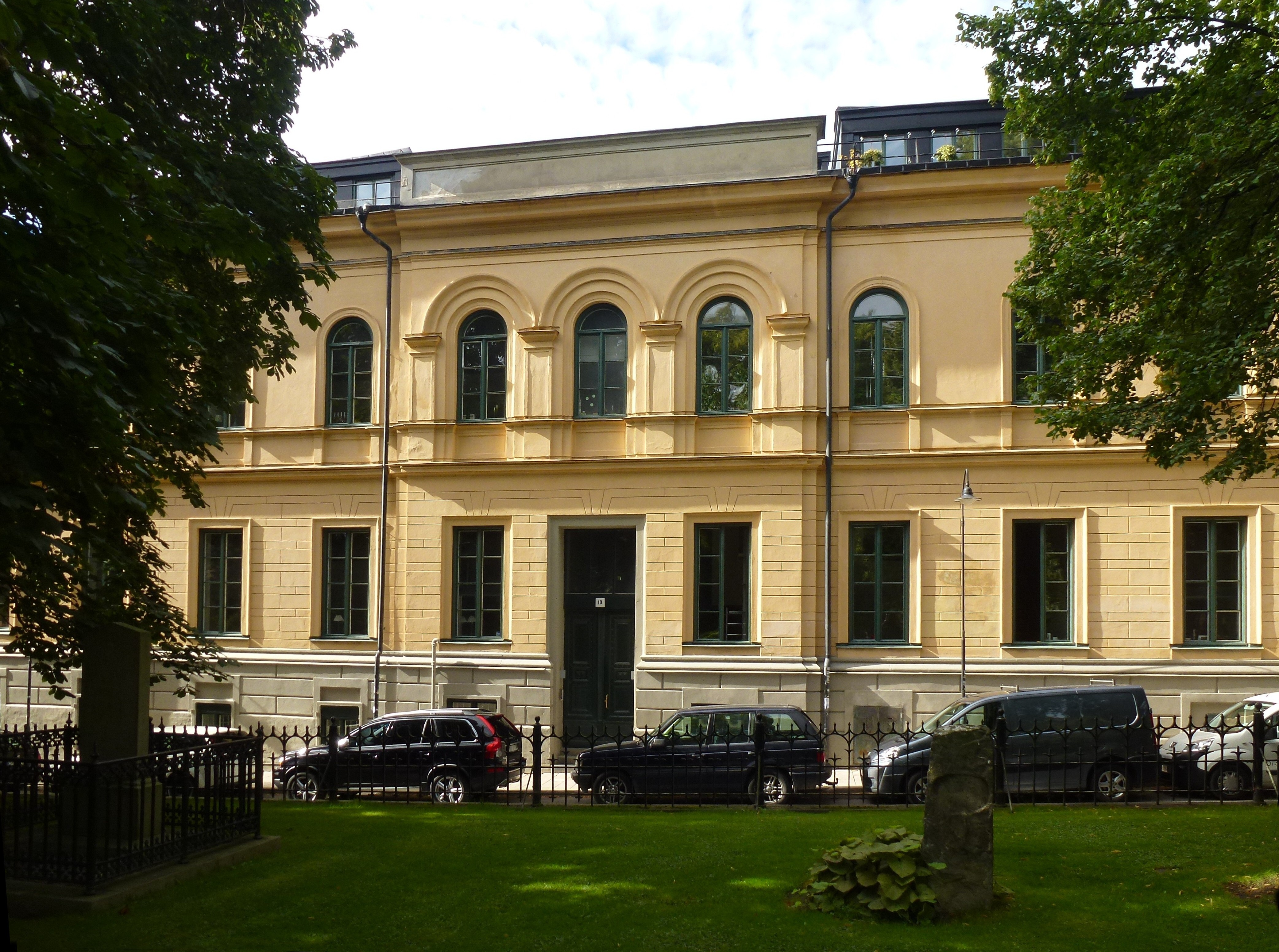
Katarina lägre allmänna läroverk där Olof Leffler verkade som rektor

John Olof Leffler, född 29 juni 1813 i Göteborg, död 16 juli 1884 i Stockholm, var en svensk lärare, skolrektor och politiker. Han var gift med Gustava Mittag och med henne fick han barnen Gösta Mittag-Leffler, Frits Läffler, Anne Charlotte Leffler och Artur Leffler. Han var även fosterfar till Viktor Lorén.
Olof Leffler var lärare i humanistiska ämnen vid Klara skola i Stockholm. I början av 1860-talet blev han rektor vid Katarina lägre allmänna läroverk i samma stad.
I riksdagen var han ledamot av andra kammaren 1867–1870 som en av huvudstadens valkrets representanter. Anne Charlotte Leffler beskrev faderns politiska engagemang som tillhörande "det så kallade intelligenspartiet, en liberal center, som kanske var mer skeptisk än initiativ-gifvande". Det politiska uppdraget tillsammans med rektorstjänsten gjorde Leffler frånvarande som fader. "I familjekretsen sågo vi honom ej mycket" skrev dottern.
År 1869 lät Leffler bekosta utgivningen av Anne Charlotte Lefflers skönlitterära debut, novellsamlingen Händelsevis.
Under våren 1870 drabbades Olof Leffler av en depression, vilken gjorde honom arbetsoförmögen och satte familjen i ekonomiska bekymmer. Från våren 1874 var han intagen på Konradsbergs hospital. Han sjukdomstillstånd gick i vågor och ena dagen kunde han vara vänlig och ömsint mot sina närmaste, medan han andra dagar var så våldsam att han fick isoleras. I september 1880 flyttades han till Uppsala, där han vistades på en privat inrättning. Sonen Frits Läffler var officiellt ansvarig för vårdnaden. Olof Leffler avled 1884. Han är begravd på Djursholms begravningsplats.